# 北関東YKK
北関東YKK、北関東Y2K（きたかんとうワイケイケイ）とは、北関東3県に本社を置く大手家電量販店チェーンストア3社の総称である。3社のローマ字表記の頭文字をとっており、実在する企業のYKKやそのグループ会社であるYKK APとは無関係である。

## 構成
| 頭文字 | 社名                   | 本社所在地          |
| ------ | ---------------------- | ------------------- |
| Y      | ヤマダデンキ           | 群馬県前橋市→高崎市 |
| K      | コジマ                 | 栃木県宇都宮市      |
| K      | ケーズホールディングス | 茨城県水戸市        |

## 歴史
この3社は、1980年代から店舗網拡張や値下げで熾烈を極める競争を繰り広げているが、「北関東YKK」の略称で全国的に業界で有名になったのは1994年頃から勃発したヤマダ電機（現ヤマダホールディングス）、コジマ、カトーデンキ販売（ケーズデンキの前身）による激安価格競争（北関東家電戦争・YKK戦争）からである。
北関東は車社会の一方で東京に近いため、秋葉原の安価を知る人が多かったといわれる。競合他店のチラシや店頭価格を市場調査した上でその価格より徹底的に安く販売することを謳ったり、商圏が競合する店舗間で数量限定の特価品を出しああったりと、客の囲い込みは熾烈を極め、名が知られることとなった。1990年代に不況に突入し消費者が価格に敏感になったこともこれを後押しした。
一時期は日本電気大型店協会（NEBA）から「北関東の風雲児」たちとも言われたが、その勢いは全国各地に広がり、駅前型店舗中心の業態から郊外ロードサイド店舗型へのシフトといった家電販売業界再編やNEBA解散の要因となった（その一方でケーズデンキはNEBA加盟社でもあった）。
特にヤマダとコジマは1990年代から2000年代初頭にかけて激しい競合関係にあり、近接した土地に対抗出店をしたり、価格表示に関して裁判沙汰にもなったことがあった。先に躍り出たのはコジマで、1997年にベスト電器を抜いて家電量販店売上高日本一となるが、大店法500㎡規制時代の小型店が主体であったため、規制緩和後に登場したヤマダの中型店・大型店の猛追を受け、2001年に追い抜かれた。
この競争は全国へと広まり、2005年2月にはヤマダ電機が国内専門小売業として史上初の売上高1兆円を突破したほか、同年7月には同社が47都道府県制覇を達成した。2008年3月にはコジマも全都道府県制覇を達成したが、2010年代に入ると、非効率な出店やメインバンクである足利銀行の破綻などを主要因としてコジマが経営不振に陥り、ビックカメラにより子会社化され、同社主導の経営に移行。不採算店舗を大量に閉店した結果、2024年9月現在展開しているのは25都道府県となっている。また、2013年6月のNEW小倉東インター店のリニューアル以降、単独店舗を「コジマ×ビックカメラ」業態に転換。2022年11月の甲府店のリニューアルによって単独店舗は消滅した。一方、ケーズデンキは「がんばらない経営」を掲げるなど両者の戦いとは一線を画して経営を続け、2022年現在では沖縄県を除く46都道府県に出店している。

## 沿革
- 1947年（昭和22年）3月 - 加藤馨が茨城県水戸市元台町に加藤電機商会を創業[14]。
- 1955年（昭和30年）4月 - 小島勝平が栃木県宇都宮市に小島電気商会を創業[15]。
- 1955年（昭和30年）10月 - 有限会社加藤電機商会が設立[14]。
- 1963年（昭和38年）8月 - 株式会社小島電気が設立[15]。
- 1971年（昭和46年）5月 - 加藤電機商会がカトーデンキに商号変更[14]。
- 1973年 （昭和48年）- 山田昇が群馬県前橋市総社町にヤマダ電化サービスを創業[16]。
- 1983年（昭和58年） - 株式会社ヤマダ電機が設立[17]。
- 1984年（昭和59年）3月 - 小島電機が茨城県下館市に初の県外出店[15]。
- 1985年（昭和60年）4月 - ヤマダ電機が埼玉県深谷市に初の県外出店。
- 1986年（昭和61年） - 小島電機がカトーデンキの本拠地である水戸市に出店。（日刊電気通信社によると、YKK戦争勃発）[18]
- 1987年（昭和62年）5月 - カトーデンキが宇都宮市に初の県外出店[18]。
- 1992年（平成4年） - 小島電機の攻勢によりヤマダ電機が創業以来初の赤字に転落[19]。
- 1993年（平成5年）1月 - 小島電機がコジマに商号変更[15]。
- 1997年（平成9年） - コジマが売上高日本一を達成。
- 1997年（平成9年） - ヤマダ電機の売上高が1000億円を突破[17]。
- 1997年（平成9年）11月 - カトーデンキがケーズデンキに商号変更。
- 2000年（平成12年） - 大店法改正。
- 2001年（平成13年） - コジマの売上高が5000億円を突破。
- 2002年（平成14年） - ヤマダ電機の売上高がコジマを上回り日本一を達成[20]。
- 2005年（平成17年）2月 - ヤマダ電機の売上高が1兆円を突破[17]。
- 2005年（平成17年）7月 - ヤマダ電機が「テックランド徳島藍住店」を開店。全都道府県出店を達成[17]。
- 2008年（平成20年）3月 - コジマが「NEW松江店」を開店。全都道府県出店を達成。
- 2010年（平成22年） - ヤマダ電機の売上高が2兆円を突破。
- 2012年（平成24年）6月 - ビックカメラがコジマを買収[21]。